# 朱熹墓
27°34′25″N 117°38′03″E / 27.57361°N 117.63417°E
朱熹墓位于中国福建省南平市建阳区黄坑镇后塘，是南宋朱熹之墓，2006年被列为第六批全国重点文物保护单位。

## 历史
朱熹于南宋庆元六年（1200年）三月初九午时在建阳考亭逝世。十一月二十日，由蔡沈主丧役，黄幹主丧仪，葬于建阳唐石里后塘九峰山下大林谷。
朱熹墓坐西北朝东南，平面呈“凤”字形，以鹅卵石垒砌。墓碑高约2米，为清康熙五十六年（1717年）重立，上书“宋先贤 朱子 夫人刘氏 墓”。墓旁有1987年重建墓道碑亭一座，内有清道光二十八年（1848年）立墓道碑一通，碑高3.3米，上书“道光戊申孟冬 宋徽国公文公朱子墓道 资政大夫升学使者彭蕴章敬题”。